# Italochrysa vartianorum
Italochrysa vartianorum is een insect uit de familie van de gaasvliegen (Chrysopidae), die tot de orde netvleugeligen (Neuroptera) behoort. 
Italochrysa vartianorum is voor het eerst wetenschappelijk beschreven door Hölzel in 1967.